# Liste des chapitres de My Hero Academia
 (octobre 2019).
 (juin 2025).
Si vous êtes l’auteur de ce texte, vous êtes invité à donner votre avis ici. À moins qu’il soit démontré que l’auteur de la page autorise la reproduction et que ce contenu soit compatible avec les principes fondateurs de Wikipédia, cette page sera supprimée ou purgée au bout d’une semaine maximum. En attendant le retrait de cet avertissement, veuillez ne pas réutiliser ce texte.
Cet article contient la liste des chapitres du manga My Hero Academia.

## Liste des volumes

### Tomes 1 à 10
| no | Japonais         | Japonais          | Français         | Français                                                                   |
| no | Date de sortie   | ISBN              | Date de sortie   | ISBN                                                                       |
| --- | ---------------- | ----------------- | ---------------- | -------------------------------------------------------------------------- |
| 1 | 4 novembre 2014  | 978-4-08-880264-0 | 14 avril 2016    | 978-2-35592-948-9                                                          |
| Titre du volume : Izuku Midoriya : les origines (緑谷出久：オリジン, Midoriya Izuku: Orijin)Liste des chapitres : - no 1 : Izuku Midoriya : les origines - no 2 : Le grondement des muscles - no 3 : Examen d'entrée - no 4 : Sur la ligne de départ - no 5 : Une rentrée explosive - no 6 : Ce dont je suis capable pour le moment - no 7 : Tous en costume ! |                  |                   |                  |                                                                            |
| Les humains possèdent désormais des pouvoirs spéciaux appelés Alters. Certains les utilisent au service du crime et pour les combattre, les Héros sont là. Izuku Midoriya est un jeune adolescent qui rêve de devenir un Héros. Mais malheureusement, il n'a pas d'Alter, comme 20 % de la population mondiale. Cependant, il espère intégrer le lycée Yûei, une académie d'élite qui forme les futurs héros à l'instar de Katsuki Bakugo, son camarade de classe très fort et qui le malmène depuis toujours. Mais Izuku pourra compter sur un soutien de taille : All Might, son idole, le plus puissant des Héros, va l'aider à réaliser son rêve… |                  |                   |                  |                                                                            |
| 2 | 5 janvier 2015   | 978-4-08-880297-8 | 14 avril 2016    | 978-2-35592-947-2                                                          |
| Titre du volume : Déchaîne-toi, maudit nerd ! (猛れクソナード, Takere kusonādo)Liste des chapitres : - no 8 : Déchaîne-toi, maudit nerd ! - no 9 : Deku contre Katchan - no 10 : Cède, Katsuki ! - no 11 : Katsuki sur la ligne de départ - no 12 : Fonce, Tenya ! - no 13 : Entraînement au sauvetage - no 14 : Rencontre avec l'inconnu - no 15 : Vs - no 16 : Sale temps pour les super-vilains - no 17 : Game over |                  |                   |                  |                                                                            |
| La seconde A va faire des battle de simulation, en équipe, super-héros contre super-vilains. Izuku va se surpasser pour pouvoir battre son rival ! Après cela, ils vont aller au SCA, ils vont faire des exercices de sauvetage avec Numéro 13, le héros spatial. Mais de mystérieux ennemis vont apparaître attaquer les élèves. |                  |                   |                  |                                                                            |
| 3 | 3 avril 2015     | 978-4-08-880335-7 | 9 juin 2016      | 978-2-35592-972-4                                                          |
| Titre du volume : All Might (オールマイト, Ōrumaito)Liste des chapitres : - no 18 : Les héros contre-attaquent - no 19 : All Might - no 20 : L'univers des pros - no 21 : Une précieuse expérience - no 22 : Les raisons d'Ochaco - no 23 : Prêts pour le championnat - no 24 : Chacun pour soi - no 25 : Quelle belle alterité ! - no 26 : Une cible dessinée sur le dos |                  |                   |                  |                                                                            |
| Le Festival Sportif de Yûei commence ! Les apprentis héros devront tout donner pour être au sommet et se faire remarquer des recruteurs. Mais depuis son combat contre l'Alliance des Vilains, la Seconde A est dans le viseur des autres classes… |                  |                   |                  |                                                                            |
| 4 | 4 juin 2015      | 978-4-08-880420-0 | 7 juillet 2016   | 978-2-35592-988-5                                                          |
| Titre du volume : Celui qui avait tout (すべてを持って生まれた男の子, Subete wo motte umareta otoko no ko)Liste des chapitres : - no 27 : Négociations décisives - no 28 : Tactiques, plans et stratégies - no 29 : Des secrets bien gardés - no 30 : La dernière minute - no 31 : Celui qui avait tout - no 32 : Souris, roi du n'importe quoi ! - no 33 : Le cas "Hitoshi Shinso" - no 34 : Victoire dans la défaite - no 35 : Tremble, outsider ! |                  |                   |                  |                                                                            |
| La deuxième épreuve du Festival Sportif est une sorte de grande bataille. Les candidats sont répartis en équipe de quatre et le but est de voler le bandeau des capitaines adverses et accumuler les points. Izuku fait équipe avec son amie Ochako, son camarade de classe Fumikage et Mei Hatsume, une jeune fille de la filière développement technique. La bataille sera rude car Izuku, qui a remporté l'épreuve précédente, a un bandeau qui vaut 1 million de points ! |                  |                   |                  |                                                                            |
| 5 | 4 août 2015      | 978-4-08-880449-1 | 8 septembre 2016 | 979-10-327-0006-8                                                          |
| Titre du volume : Shoto Todoroki : les origines (轟焦凍：オリジン, Todoroki Shōto: Orijin)Liste des chapitres : - no 36 : Katsuki vs Ochaco - no 37 : Izuku et Endeavor - no 38 : Shoto vs Izuku - no 39 : Shoto Todoroki : les origines - no 40 : Couper le cordon - no 41 : Bonne chance, Tenya ! - no 42 : Enfin la finale ! - no 43 : Shoto vs Katsuki - no 44 : Repos réparateur |                  |                   |                  |                                                                            |
| Le second tour de la troisième épreuve débute avec un combat entre la gentille Ochako et le redoutable Katsuki… Les derniers candidats en lice donneront tout ce qu'ils ont pour atteindre la finale… |                  |                   |                  |                                                                            |
| 6 | 4 novembre 2015  | 978-4-08-880488-0 | 10 novembre 2016 | 979-10-327-0005-1                                                          |
| Titre du volume : Frémissements (蠢く, Ugomeku)Liste des chapitres : - no 45 : Opération "noms de codes" - no 46 : Qui est le mystérieux Gran Torino ?! - no 47 : Frémissements - no 48 : Un coup de main à prendre - no 49 : Izuku et Tomura - no 50 : Je vais le massacrer ! - no 51 : Ne fais pas ça, Tenya ! - no 52 : Le tueur de héros vs les élèves de Yuei - no 53 : De Shoto à Tenya |                  |                   |                  |                                                                            |
| Midnight intervient dans la classe pour que les élèves choisissent leur pseudonymes de Héros. Ensuite, ils devront effectuer un stage chez un Héros professionnel qui a été intéressé par leurs performances durant le Festival Sportif. Mais qui est ce mystérieux Héros qui a choisi d'embaucher Izuku ? |                  |                   |                  |                                                                            |
| 7 | 4 février 2016   | 978-4-08-880607-5 | 12 janvier 2017  | 979-10-327-0052-5 (édition standard) 979-10-327-0053-2 (édition collector) |
| Titre du volume : Katsuki Bakugo : les origines (爆豪勝己：オリジン, Bakugō Katsuki: Orijin) EXTRA : En France, l'édition collector contient une jaquette réversible et deux badges.Liste des chapitres : - no 54 : Ingenium, le retour - no 55 : Fin du combat ?! - no 56 : Fin du combat ! - no 57 : Les retombées de l'affaire Stain - no 58 : Retour de stage - no 59 : Révélations : les origines du One for All - no 60 : Un examen à ne pas louper ! - no 61 : Le pire des duos - no 62 : Katsuki Bakugo : les origines |                  |                   |                  |                                                                            |
| Tenya, Izuku et Shôto continuent leur bataille sans merci face à Stain, le tueur de Héros. |                  |                   |                  |                                                                            |
| 8 | 4 avril 2016     | 978-4-08-880654-9 | 13 avril 2017    | 979-10-327-0075-4                                                          |
| Titre du volume : Momo Yaoyorozu : l'envol (八百万：ライジング, Yaoyorozu: Raijingu)Liste des chapitres : - no 63 : Momo Yayorozu: l'envol - no 64 : Exercices - no 65 : L'obstacle - no 66 : Journal d'observation de la seconde A - no 67 : Faites peau neuve ! - no 68 : Rencontre - no 69 : Entretien avec Izuku - no 70 : Wild Wild Pussycats - no 71 : Kota |                  |                   |                  |                                                                            |
| La Seconde A passe un examen de fin de trimestre. Par binômes, les élèves devront traverser un parcours et affronter leurs professeurs. Les deux rivaux Izuku et Katsuki sont contraints de faire équipe et ils devront affronter… All Might ! |                  |                   |                  |                                                                            |
| 9 | 3 juin 2016      | 978-4-08-880689-1 | 6 juillet 2017   | 979-10-327-0092-1                                                          |
| Titre du volume : My Hero (僕のヒーロー, Boku no hīrō)Liste des chapitres : - no 72 : Le deuxième jour - no 73 : Good evening - no 74 : Signal - no 75 : Bats-toi au péril de ta vie! - no 76 : My Hero - no 77 : Autorisation de riposter - no 78 : Dans la tourmente - no 79 : Poing d'acier - no 80 : La garde rapprochée de Katsuki |                  |                   |                  |                                                                            |
| La Seconde A et la Seconde B sont en camp d'été avec leur professeur principal, Shôta Aizawa et un groupe de Héros professionnels, les Wild Wild Pussycats. Le but de cette excursion en forêt : s'entraîner pour mieux maîtriser son Alter. Mais l'Alliance des Vilains sort à nouveau de l'ombre avec de nouveaux membres. Son but : enrôler Katsuki. |                  |                   |                  |                                                                            |
| 10 | 2 septembre 2016 | 978-4-08-880779-9 | 7 septembre 2017 | 979-10-327-0131-7                                                          |
| Titre du volume: All for One (オール・フォー・ワン, Ōru fō wan)Liste des chapitres : - no 81 : Dans la tourmente - no 82 : Rebondissements en série - no 83 : Défaite - no 84 : De Tenya à Izuku - no 85 : Une belle bande de crétins - no 86 : Avant la tempête - no 87 : Choc - no 88 : All for One - no 89 : Tout pour lui - no Bonus : Le journal coassant de Tsuyu |                  |                   |                  |                                                                            |
| Katsuki a été enlevé par l'Alliance des Vilains. Eijirô, Izuku, Shôto, Momo et Tenya décident d'aller le délivrer alors que les Héros professionnels s'apprêtent à faire de même. Mais un ennemi puissant s'apprête à sortir de l'ombre… |                  |                   |                  |                                                                            |

### Tomes 11 à 20
| no | Japonais         | Japonais          | Français         | Français                                                                   |
| no | Date de sortie   | ISBN              | Date de sortie   | ISBN                                                                       |
| --- | ---------------- | ----------------- | ---------------- | -------------------------------------------------------------------------- |
| 11 | 4 novembre 2016  | 978-4-08-880809-3 | 9 novembre 2017  | 979-10-327-0150-8                                                          |
| Titre du volume: La fin du commencement et le commencement de la fin (始まりの終わり 終わりの始まり, Hajimari no owari owari no hajimari)Liste des chapitres : - no 90 : Prends ma main ! - no 91 : Le symbole de la paix - no 92 : One For All - no 93 : La dernière étincelle du One For All - no 94 : Message de maître à disciple - no 95 : Le début et la fin - no 96 : Visites à domicile - no 97 : Maman ne mâche pas ses mots - no 98 : Tous à l'internat - no 99 : Adieu les chapitres à deux chiffres ! |                  |                   |                  |                                                                            |
| Eijirô et ses amis parviennent à sauver Katsuki. Pendant ce temps, All Might affronte son ennemi juré, le chef de l'Alliance des Vilains : All for One ! |                  |                   |                  |                                                                            |
| 12 | 3 février 2017   | 978-4-08-881004-1 | 11 janvier 2018  | 979-10-327-0225-3                                                          |
| Titre du volume: L'examen (THE 試験, Za shiken)Liste des chapitres : - no 100 : Attaques spéciales - no 101 : La dénommée Mei Hatsume - no 102 : Le cœur qui s'envole - no 103 : L'examen - no 104 : Démonstration de force - no 105 : L'infiltration de Shiketsu - no 106 : La seconde A - no 107 : Dans la tête de Denki Kaminari - no 108 : Rush ! |                  |                   |                  |                                                                            |
| Le lycée Yûei est pointé du doigt par la population à la suite de l'enlèvement de Katsuki. Les apprentis Héros doivent s'entraîner à nouveau. Cependant, l'heure d'un examen un peu spécial : s'ils le réussissent, ils obtiendront une licence provisoire de Héros… |                  |                   |                  |                                                                            |
| 13 | 4 avril 2017     | 978-4-08-881049-2 | 5 avril 2018     | 979-10-327-0245-1                                                          |
| Titre du volume : On va causer de ton alter ! (てめェの“個性”の話だ, Temē no ”Kosei” no kanashi da)Liste des chapitres : - no 109 : Simulation de sauvetage (1) - no 110 : Simulation de sauvetage (2) - no 111 : Avis de tempête - no 112 : Vous êtes complètement malades ! - no 113 : Après l'examen - no 114 : Après les résultats - no 115 : Unleashed - no 116 : Visite au Tartare - no 117 : On va causer de ton alter ! - no 118 : Un combat absurde                                                      |                  |                   |                  |                                                                            |
| L'examen est très difficile et les candidats doivent tout donner pour le réussir, y compris s'allier avec les élèves des autres lycées. Mais Shôto semble avoir un problème avec un élève du lycée Shiketsu, un génie qui utilise le vent… |                  |                   |                  |                                                                            |
| 14 | 2 juin 2017      | 978-4-08-881175-8 | 5 juillet 2018   | 979-10-327-0272-7                                                          |
| Titre du volume: Révisions Overhaul (オーバーホール, Ōbāhōru)Liste des chapitres : - no 119 : Deku contre Katchan (2) - no 120 : Tous les trois - no 121 : Début du second semestre - no 122 : La saison des rencontres - no 123 : Invincible - no 124 : Apprentissage héroïque : les prémices - no 125 : Overhaul - no 126 : Une porte vers l'avenir - no 127 : Nighteye, Izuku, Mirio et All Might - no 128 : Boy meets…                                                                                        |                  |                   |                  |                                                                            |
| Shôto et Katsuki sont les seuls de Yûei à ne pas avoir réussi l'examen. Furieux, Katsuki provoque Izuku en duel et semble avoir percé le secret de son Alter. Pendant ce temps, un mystérieux gang entre en scène. |                  |                   |                  |                                                                            |
| 15 | 4 septembre 2017 | 978-4-08-881202-1 | 6 septembre 2018 | 979-10-327-0312-0                                                          |
| Titre du volume: Lutte contre le destin (抗う運命, Aragau unmei)Liste des chapitres : - no 129 : Eri - no 130 : En quête de vérité - no 131 : Lutte contre le destin - no 132 : Le plan - no 133 : Eijiro en action ! - no 134 : Tiens bon, Red Riot ! - no 135 : Une sale histoire - no 136 : Bientôt !!! - no 137 : Arrêtez-les ! |                  |                   |                  |                                                                            |
| Les équipes de Sir Nighteye, Ryûkû, FatGum et EraserHead font tout pour sauver Eri, une petite fille des griffes du yakuza Overhaul. Vont-ils réussir ? |                  |                   |                  |                                                                            |
| 16 | 2 novembre 2017  | 978-4-08-881221-2 | 8 novembre 2018  | 979-10-327-0328-1 (édition standard) 979-10-327-0350-2 (édition collector) |
| Titre du volume: Red Riot (烈怒頼雄斗, Reddo Raiotto) EXTRA : En France, l'édition collector contient le tome original et un mug aux couleurs de la série animée.Liste des chapitres : - no 138 : Go ! - no 139 : Le labyrinthe souterrain - no 140 : Sun Eater - no 141 : Les huit pions - no 142 : Trois boucliers et une lance - no 143 : A nous deux, Kendo ! - no 144 : Red Riot (1) - no 145 : Red Riot (2) - no 146 : Intérimaires - no 147 : Twogaice !                                                   |                  |                   |                  |                                                                            |
| FatGum et son stagiaire Eijirô affronte le redoutable Rappa, subordonné d'Overhaul. Le combat est sans pitié… |                  |                   |                  |                                                                            |
| 17 | 2 février 2018   | 978-4-08-881221-2 | 3 janvier 2019   | 979-10-327-0375-5                                                          |
| Titre du volume: Lemillion (ルミリオン, Rumirion)Liste des chapitres : - no 148 : Le code d'honneur des super-vilains - no 149 : Ne t'énerve pas, mon petit Joi ! - no 150 : Mirio Togata - no 151 : Le combat de Mirio Togata - no 152 : Lemillion - no 153 : Métamorphose - no 154 : Un espoir invisible - no 155 : Sauvés, sauveurs, héros - no 156 : Le pouvoir d'Eri - no 157 : 100 % à l'infini ! |                  |                   |                  |                                                                            |
| 18 | 4 juin 2018      | 978-4-08-881380-6 | 4 avril 2019     | 979-10-327-0402-8                                                          |
| Titre du volume: Un avenir radieux (明るい未来, Akarui mirai)Liste des chapitres : - no 158 : Une étrange conception de la gratitude - no 159 : Fin de la mission - no 160 : Les dangers de la route - no 161 : Un avenir radieux - no 162 : Celui qui en est digne - no 163 : Un feu qui couve - no 164 : Des gamins précoces - no 165 : Gagner le cœur des enfants - no 166 : Un cours réconfortant - no 167 : Nouveau départ pour le numéro un                                                                 |                  |                   |                  |                                                                            |
| Mirio Togata, le meilleur élève de Yûei affronte Overhaul alias Kai Chisaki pour sauver Eri. Mirio a perdu son Alter et Sir Nighteye est entre la vie et la mort. Izuku se lance alors seul dans la bataille et utilise son Alter à 100 % contre Chisaki. |                  |                   |                  |                                                                            |
| 19 | 4 juillet 2018   | 978-4-08-881512-1 | 4 juillet 2019   | 979-10-327-0425-7                                                          |
| Titre du volume: La fête de Yuei (文化祭, Bunkasai)Liste des chapitres : - no 168 : L'étrange attitude de Yuga - no 169 : La fête de Yuei - no 170 : Rendez-vous avec Eri - no 171 : Gentle et LoveLover - no 172 : Le plus amusant dans les festivals, c'est la préparation (1) - no 173 : Le plus amusant dans les festivals, c'est la préparation (2) - no 174 : Golden Tips Imperial - no 175 : Le matin du jour J - no 176 : Deku VS le Gentleman Criminel - no 177 : Combat dans les hauteurs               |                  |                   |                  |                                                                            |
| 20 | 4 septembre 2018 | 978-4-08-881566-4 | 5 septembre 2019 | 979-10-327-0482-0                                                          |
| Titre du volume: La fête de Yuei commence ! (開催文化祭!!, Kaisai bunkasai!!)Liste des chapitres : - no 178 : Love Lover - no 179 : La fête de Yuei commence ! - no 180 : Un héros de l'ombre - no 181 : Pour elle - no 182 : Oublier les mauvais souvenirs - no 183 : La fin de la fête - no 184 : Le top japonais des super-héros - no 185 : Hawks, le héros ailé - no 186 : Endeavor et Hawks - no 187 : Les flammes de la fureur vs High End - no 188 : Ton père, le numéro un des héros                      |                  |                   |                  |                                                                            |

### Tomes 21 à 30
| no | Japonais         | Japonais          | Français         | Français                                                                   |
| no | Date de sortie   | ISBN              | Date de sortie   | ISBN                                                                       |
| --- | ---------------- | ----------------- | ---------------- | -------------------------------------------------------------------------- |
| 21 | 4 décembre 2018  | 978-4-08-881624-1 | 7 novembre 2019  | 979-10-327-0501-8                                                          |
| Titre du volume: L'étoffe des héros (彼は何故立ち続けたか, Kare wa naze tachi tsudzuketa ka)Liste des chapitres : - no 189 : L'étoffe des héros - no 190 : Les débuts d'un numéro un - no 191 : Crematorium,Hawks,Endeavor - no 192 : Les Todoroki - no 193 : Echos - no 194 : Premiers frimas - no 195 : Le choc des seconde - no 196 : Hitoshi en action ! - no 197 : Contrer les alters ! - no 198 : Analyser ses faiblesses - no 199 : Le baptême des nouvelles techniques - no 200 : Le duel des stratèges |                  |                   |                  |                                                                            |
| 22 | 4 février 2019   | 978-4-08-881723-1 | 2 janvier 2020   | 979-10-327-0578-0                                                          |
| Titre du volume: L'héritage (受け継ぐモノ, Uketsugu mono)Liste des chapitres : - no 201 : Une longueur d'avance - no 202 : Troisième manche - no 203 : Juzo sur tous les fronts - no 204 : Tuning - no 205 : Priorité - no 206 : Le résultat du troisième match - no 207 : La meilleure défense, c'est l'attaque - no 208 : Quatrième match: conclusion - no 209 : Le cinquième match - no 210 : L'écho du one for all - no 211 : L'héritage (1) - no 212 : L'héritage (2) |                  |                   |                  |                                                                            |
| 23 | 2 mai 2019       | 978-4-08-881797-2 | 4 juin 2020      | 979-10-327-0608-4                                                          |
| Titre du volume: Mêlée générale (ぼくらの大乱戦, Bokura no dairansen)Liste des chapitres : - no 213 : Le siège de l'âme - no 214 : Mêlée générale - no 215 : L'affrontement final : Izuku vs Hitoshi - no 216 : Choc des classes, le bilan - no 217 : Nouveaux pouvoirs et All for One - no 218 : Le front de libération des facultés para-humaines - no 219 : Go, Slidin-Go ! - no 220 : My Villain Academia - no 221 : Le cadeau d'All for One - no 222 : Tomura Shigaraki : distorsion - no 223 : Cafards - no 224 : Renaissance |                  |                   |                  |                                                                            |
| 24 | 2 août 2019      | 978-4-08-881880-1 | 2 juillet 2020   | 979-10-327-0647-3                                                          |
| Titre du volume : All it takes is one bad day (All It Takes Is One Bad Day, Ōru itto teikusu izu wan baddo dei)Liste des chapitres : - no 225 : Entretien avec un vampire - no 226 : Amour sanglant - no 227 : Sommeil - no 228 : Esprit brisé - no 229 : All it takes is one bad day - no 230 : Sad man's parade - no 231 : Chemin - no 232 : Alters et facultés para-humaines - no 233 : Utopie - no 234 : Eveil - no 235 : Tenko Shimura : les origines |                  |                   |                  |                                                                            |
| 25 | 4 décembre 2019  | 978-4-08-882074-3 | 3 septembre 2020 | 979-10-327-0661-9                                                          |
| Titre du volume: Tomura Shigaraki : les origines (死柄木弔：オリジン, Shigaraki Tomura : Orijin)Liste des chapitres : - no 236 : Tenko Shimura : les origines (2) - no 237 : Tomura Shigaraki : les origines - no 238 : Libération - no 239 : Héritier - no 240 : Pouvoir - no 241 : Interviews - no 242 : Joyeux Noêl ! - no 243 : Agence Endeavor, nous voilà ! - no 244 : Recommendation - no 245 : Soulèvement - no 246 : Message |                  |                   |                  |                                                                            |
| 26 | 4 mars 2020      | 978-4-08-882225-9 | 11 novembre 2020 | 979-10-327-0677-0                                                          |
| Titre du volume: Sous un ciel d'azur (空、高く群青, Sora, takaku gunjō)Liste des chapitres : - no 247 : Parlez-moi de vous ! - no 248 : Un pas après l'autre - no 249 : Dîner infernal chez les Todoroki - no 250 : Ending - no 251 : En une semaine - no 252 : Impardonnable - no 253 : Oboro - no 254 : Tu voulais tellement être un héros - no 255 : Apprentis héros - no 256 : Sous un ciel d'azur - no 257 : Prends ce pouvoir, qui que tu sois ! - no 258 : Potes |                  |                   |                  |                                                                            |
| À la suite de son affrontement avec Re-Destro, Tomura a vu son alter s'éveiller pour de bon...Plus fort que jamais, le voilà à la tête de la ligue de libération des super-pouvoirs ! En effet, afin de vaincre leur ennemi commun, l'alliance et le front de libération ont décidé de joindre leurs forces... La nouvelle génération de héros parviendra-t-elle à contrecarrer cette terrible menace ? C'est avec cet objectif que Deku, Shoto et Katsuki commencent leur entraînement sous l'égide d'Endeavor ! |                  |                   |                  |                                                                            |
| 27 | 3 juillet 2020   | 978-4-08-882332-4 | 7 janvier 2021   | 979-10-327-0747-0 (édition standard) 979-10-327-0376-2 (édition collector) |
| Titre du volume : One's justice (ワンズ ジャスティス, Wanzu jasutisu) EXTRA : En France, l'édition collector contient une jaquette réversible, le guidebook Ultra Analysis, un marque-page magnétique, un calendrier et un ex-libris.Liste des chapitres : - no 259 : Un premier acte discret - no 260 : L'œuvre de toute une vie - no 261 : Les High Ends - no 262 : Mirko, la numéro cinq - no 263 : Vous me manquez trop, les gars !!! - no 264 : One's justice - no 265 : Vilains et héros - no 266 : Happy life - no 267 : Flammes |                  |                   |                  |                                                                            |
| L'enquête sur l'alliance des super-vilains fait un bond de géant grâce à l'interrogatoire de Black Mist ! Tandis que Hawks continue sa mission d'infiltration, toutes les pièces du puzzle commencent à se mettre en place… Fin mars, les héros passent enfin à l'action contre la ligue de libération ! Et les élèves de Yuei participent à l'assaut. Mais sont-ils vraiment prêts à affronter ce qui les attend ? |                  |                   |                  |                                                                            |
| 28 | 4 septembre 2020 | 978-4-08-882378-2 | 1er avril 2021   | 979-10-327-0764-7                                                          |
| Titre du volume : Destruction massive (破滅のボルテージ, Hametsu no borutēji)Liste des chapitres : - no 268 : Chaos - no 269 : Tous les trois - no 270 : L'héritier - no 271 : Nuages noirs - no 272 : Bien dormi ? - no 273 : Destruction massive - no 274 : Recherche - no 275 : Rencontre (2) - no 276 : C'est de la triche ! |                  |                   |                  |                                                                            |
| 29 | 4 janvier 2021   | 978-4-08-882474-1 | 1er juillet 2021 | 979-10-327-0783-8                                                          |
| Titre du volume : Katsuki Bakugo : l'envol (爆豪勝己ライジング, Bakugō Katsuki raijingu)Liste des chapitres : - no 277 : La mémoire de qui ? - no 278 : Catastrophe ambulante - no 279 : Alliance des super-vilains vs Yuei - no 280 : Red Riot (3) - no 281 : Plus ultra - no 282 : Apocalypse Now - no 283 : 75 % - no 284 : Combat dans un ciel d'azur - no 285 : Katsuki Bakugo : l'envol |                  |                   |                  |                                                                            |
| Face à Tomura, désormais capable de détruire une ville d’un simple geste de la main et obsédé par l’idée de récupérer le One for All, seul l’alter d’Eraser Head offre une lueur d’espoir… Malheureusement, impossible pour la plupart des héros de se joindre au combat ! Alors que Deku et Katsuki, déterminés à stopper l’héritier d’All for One, font irruption sur le champ de bataille, c’est le colossal Gigantomakhia que les autres élèves de Yuei vont devoir affronter… |                  |                   |                  |                                                                            |
| 30 | 2 avril 2021     | 978-4-08-882590-8 | 2 septembre 2021 | 979-10-327-0786-9 (édition standard) 979-10-327-0829-3 (édition collector) |
| Titre du volume : Danse Macabre (ダビダンス, Dabi Dansu) EXTRA : En France, l'édition collector contient une jaquette réversible, le roman My Hero Academia – Les dossiers secrets de UA : Le labyrinthe souterrain de Yuei, un stand acrylique à l'effigie de Deku et un ex-libris.Liste des chapitres : - no 286 : Ces personnes dans nos têtes (僕ぼくらの中なかの人ひと, Bokura no Naka no Hito) - no 287 : Erreur (間違い, Machigai) - no 288 : Il faut sauver Takeo (助たすけ出だせ!! タケオさん, Tasukedase!! Takeo-san) - no 289 : Cœur scellé et cœur ouvert (アケスケちゃんとしまっとくちゃん, Akesuke-chan to shimattoku-chan) - no 290 : Danse Macabre (ダビダンス, Dabi Dansu) - no 291 : Content que tu ailles bien (元気でいてくれてありがとう, Genki deite kurete arigatō) - no 292 : Les fils de l'espoir (一縷の希望たち, Ichiru no Kibō-tachi) - no 293 : Une societé saturée de héros (ヒーロー飽和社会, Hīrō hōwa shakai) - no 294 : Le dernier numéro (ラストステージ, Rasuto Sutēji) - no 295 : Ne pas lâcher prise (しつこい, Shitsukoi) |                  |                   |                  |                                                                            |
| Red Riot parvient à faire avaler une dose de somnifère à Gigantomakhia, mais la drogue semble sans effet sur le colosse, qui continue à semer la destruction sur son passage ! Les héros, eux, luttent désespérément contre Tomura Shigaraki : alors qu’Endeavor donne tout dans une ultime attaque, All for One saisit l’occasion pour prendre le contrôle de son disciple ! Lorsque Katsuki s’interpose et prend de plein fouet l’attaque destinée à Deku, le sang de l’héritier du One for All ne fait qu’un tour… |                  |                   |                  |                                                                            |

### Tomes 31 à 40
| no | Japonais        | Japonais          | Français         | Français                                                                   |
| no | Date de sortie  | ISBN              | Date de sortie   | ISBN                                                                       |
| --- | --------------- | ----------------- | ---------------- | -------------------------------------------------------------------------- |
| 31 | 4 août 2021     | 978-4-08-882729-2 | 27 janvier 2022  | 979-10-327-1081-4 (édition standard) 979-10-327-1080-7 (édition collector) |
| Titre du volume : Izuku Midoriya et Toshinori Yagi (緑谷出久と八木俊典, Midoriya Izuku to Yagi Toshinori) EXTRA : En France, l'édition collector contient une jaquette réversible, un exemplaire du premier tome de My Hero Academia: Smash!! (僕のヒーローアカデミアすまっしゅ!!, Boku no Hīrō Academia Sumasshu!!), un stand acrylique de Bakugo et un ex-libris.Liste des chapitres : - no 296 : L'enfer sur terre (極々、地獄, Gokugoku, Jigoku) - no 297 : Le Tartare (タルタロス, Tarutarosu) - no 298 : Un bruit d'effritement (崩れゆく音, Kuzure Yuku Oto) - no 299 : Une enfance difficile (邦画の辛いヤツ, Hōga no Tsurai Yatsu) - no 300 : L'enfer des Todoroki (地獄の轟くん家 2, Jigoku no Todoroki-kun-chi 2) - no 301 : Un feu mal éteint (1) (火の不始末 前編 1, Hi no Fushimatsu Zenpen) - no 302 : Un feu mal éteint (2) (火の不始末 後編 2, Hi no Fushimatsu Kōhen) - no 303 : Le top trois (トップ３, Toppu Surī) - no 304 : Izuku Midoriya et Toshinori Yagi (緑谷出久と八木俊典, Midoriya Izuku to Yagi Toshinori) - no 305 : Izuku Midoriya et Tomura Shigaraki (緑谷出久と死柄木 弔, Midoriya Izuku to Shigaraki Tomura) - no 306 : Ouverte du dernier acte (終章開幕, Shūshō Kaimaku) |                 |                   |                  |                                                                            |
| Alors que les héros semblaient enfin reprendre l'avantage, un coup de poker de Mister Compress vient tout bouleverser ! Spinner parvient à ranimer son chef… Mais est-ce bien Tomura qui s'est réveillé, ou plutôt… All for One ? L'ancien ennemi d'All Might paraît en effet avoir à nouveau pris le contrôle de son disciple… Déterminé à retrouver son corps, il se dirige vers le Tartare ! De leur côté, les héros doivent à présent gérer les conséquences de leur défaite… |                 |                   |                  |                                                                            |
| 32 | 4 octobre 2021  | 978-4-08-882788-9 | 7 avril 2022     | 979-10-327-1149-1 (édition standard) 979-10-327-1230-6 (édition collector) |
| Titre du volume : The Next (THE NEXT, The Next) EXTRA : En France, l'édition collector contient un exemplaire du volume tome R de My Hero Academia ainsi qu'un carnet de notes aux couleurs de la série.Liste des chapitres : - no 307 : Un revenant (おひさ!!, O Hisa!!) - no 308 : A fond (全力!!, Zenryoku!!) - no 309 : Il est temps de quitter le nid (子どもじゃいられない, Kodomo ja Irarenai) - no 310 : Maître et disciple (師と弟子, Shi to Deshi) - no 311 : Enfin !! (来た!!, Kita!!) - no 312 : L'argent du mal (刺客, Shikaku) - no 313 : La mitrailleuse vivante (高速移動長距離砲台, Kōsoku Idō Chōkyori Hōdai) - no 314 : La sublime Lady Nagant (麗しきレディ・ナガン, Uruwashiki Redi Nagan) - no 315 : De belles paroles (綺麗事, Kireigoto) - no 316 : The Next (THE NEXT, Za Nekusuto) - no 317 : Du sang et des cicatrices (傷、血、泥, Kizu, Chi, Doro) - no 318 : Tête brulée (ヤミクモ, Yamikumo) |                 |                   |                  |                                                                            |
| Pendant que Hawks bat le rappel des héros encore valides tout en menant l'enquête sur le One for All, Deku rencontre les précédents détenteurs de l'alter ! Ses prédécesseurs ont en effet une révélation à lui faire ... Au moment où les civils sont invités à se réfugier dans l'enceinte des lycées héroïques, le jeune garçon prend la décision de quitter Yuei pour ne pas mettre ses camarades en danger. Mais il va bientôt se retrouver confronté à un de ses anciens adversaires car, dehors, les criminels évadés rôdent ! |                 |                   |                  |                                                                            |
| 33 | 4 février 2022  | 978-4-08-882846-6 | 7 juillet 2022   | 979-10-327-1144-6                                                          |
| Titre du volume : De la seconde A au OFA (A組からOFAへ, Ē-Gumi kara Wan Fō Ōru e)Liste des chapitres : - no 319 : Des Amis (友だち, Tomodachi) - no 320 : Deku vs seconde A (デク VS A組, Deku Bāsasu Ē-gumi) - no 321 : De la seconde A au OFA (A組からOFAへ, Ē-Gumi kara Wan Fō Ōru e) - no 322 : Great God Bomberkill Dynamight (大•爆•殺•神ダイナマイト, Daibakusatsu-Shin Dainamaito) - no 323 : Le premier pas (一歩, Ippo) - no 324 : Cri du coeur (未成年の主張, Miseinen no Shuchō) - no 325 : Les liens du One For All (つながるOFA, つながるOFA) - no 326 : Qui es-tu? (お前は誰だ, Omae wa Dareda) - no 327 : Repose-toi!!! (REST!!!, Resuto!!!) - no 328 : Connexions (つながるつながる, Tsunagaru Tsunagaru) |                 |                   |                  |                                                                            |
| Traqué par Lady Nagant, Deku découvre à travers l'histoire de la jeune femme le coté obscur de la société super-héroïque... Mais ses nouveaux pouvoirs et sa détermination sans faille lui permettent de remporter le combat, ainsi que d'obtenir quelques renseignements sur All for One ! Hélas, l'adolescent se coupe de plus en plus des autres pour ne pas les impliquer dans son combat... Seul contre tous, combien de temps pourra-t-il tenir ? |                 |                   |                  |                                                                            |
| 34 | 2 mai 2022      | 978-4-08-883066-7 | 6 octobre 2022   | 979-10-327-1185-9 (édition standard) 979-10-327-1262-7 (édition collector) |
| Titre du volume : America (アメリカ, Amerika) EXTRA : En France, l'édition collector contient une jaquette réversible, un exemplaire de l'anime comics My Hero Academia : Heroes Rising (ヒーローズ:ライジング), un stand acrylique de Shoto et un ex-libris.Liste des chapitres : - no 329 : Une tornade de puissance venue de l'ouest (欧米ギリギリ!! ぶっちぎりの凄い奴, Ōbei Girigiri!! Butchigiri no Sugoi Yatsu) - no 330 : Me and I (俺と僕, Ore to Boku) - no 331 : America (アメリカ, Amerika) - no 332 : Timiat (しん型がた極ごく超ちょう音おん速そく大たい陸りく間かん巡じゅん航, Shingata Gokuchōonsoku Tairiku-kan Junkō) - no 333 : Spectre (亡霊, Bōrei) - no 334 : Cadeau d'adieu (置おき土産みやげ, Oki Miyage) - no 335 : Les embryons (有精卵, Yūseiran) - no 336 : Super-vilain (敵, Viran) - no 337 : Jetable (使い捨ての人生を, Tsukaisute no Jinsei o) - no 338 : Comment on est devenus des héros (1) (皆がヒーローになるまでの物語①, Min'na ga Hīrō ni naru made no Monogatari ①) - no 339 : Comment on est devenus des héros (2) (皆がヒーローになるまでの物語②, Min'na ga Hīrō ni naru made no Monogatari ②)                                                                         |                 |                   |                  |                                                                            |
| 35 | 4 juillet 2022  | 978-4-08-883161-9 | 20 avril 2023    | 979-10-327-1300-6                                                          |
| Liste des chapitres : - no 340 : Comment on est devenus des héros [3] (皆がヒーローになるまでの物もの語③, Min'na ga Hīrō ni naru made no Monogatari ③) - no 341 : Comment on est devenus des héros [-1] (皆がヒーローになるまでの物語−①, Min'na ga Hīrō ni naru made no Monogatari Mainasu ①) - no 342 : Le super-calme avant la tempête (嵐の前の超けさ, Arashi no Mae no Chō Shizukesa) - no 343 : Let you down (レットユーダウン, Retto Yū Daun) - no 344 : Personnage principal (主役, Shuyaku) - no 345 : Division (ディヴィジョン, Divijon) - no 346 : Un niveau super méga hardcore (スーパーハイパークソハメステージ, Sūpā Haipā Kuso Hame Sutēji) - no 347 : Hypertrophie (インフレーション, Infurēshon) - no 348 : Chagrin d'amour (失恋, Shitsuren) - no 349 : Battle Flame (BATTLE FLAME, Batoru Furēmu) - no 350 : La flamme de la rancœur (エン, En) |                 |                   |                  |                                                                            |
| 36 | 4 octobre 2022  | 978-4-08-883261-6 | 6 juillet 2023   | 979-10-327-1333-4 (édition standard) 979-10-327-1332-7 (édition collector) |
| EXTRA : En France, l'édition collector contient une jaquette réversible, une plaque en métal et trois cartes postales.Liste des chapitres : - no 351 : Flammes jumelles (二つの赫灼, Futatsu no Kakuyaku) - no 352 : Techniques spéciales (必殺技, Hissatsuwaza) - no 353 : Endeavor - no 354 : Je suis là ! (ここだ!!, Kokoda!!) - no 355 : Figurants (Extras) - no 356 : Connaître son ennemi (敵について, Teki ni Tsuite) - no 357 : La supernova d'un héros blessé (焼身照命!! 手負いのヒーロー, Shōshin Shōmei!! Teoi no Hīrō) - no 358 : Un petit pas en avant (ちょっと進んだ男, Chotto Susunda Otoko) - no 359 : Scolarité (学び舎, Matabi Ya) - no 360 : Malgré une défaite (それでも, Soredemo) - no 361 : Anomalie (異変, Ihen) - no 362 : Light Fades to Rain |                 |                   |                  |                                                                            |
| 37 | 3 février 2023  | 978-4-08-883428-3 | 2 novembre 2023  | 979-10-327-1379-2 (édition standard) 979-10-327-1380-8 (édition collector) |
| Liste des chapitres : - no 363 : Défenseurs et attaquants (禦ぐ者と侵す者, Fusegu Mono to Okasu Mono) - no 364 : Ce pour quoi les héros se battent (何の為に力を使う, Nan to Tame ni Chikara o Tsukau) - no 365 : Le numéro quatre et le numéro cinq (No.4とNo.5, Nanbā 4 to Nanbā 5) - no 366 : Pleine lune (桃, Momo) - no 367 : Deku vs All for One (デク VS AFO, Deku Bāsasu Ōru Fō Wan) - no 368 : Gronde, One for All! (唸れ OFA, Unare Wan Fō Ōru) - no 369 : Au fil des ans (連なる星霜, Tsuranaru Seisō) - no 370 : HIStory (HIStory, Hisutorī) - no 371 : Mezo et nous (庄司くんと一緒に, Shōji-kun to Issho Ni) - no 372 : Naked (NAKED, Neikiddo) - no 373 : Friends (FRIENDS, Furenzu) - no 374 : Butterfly effect (Butterfly Effect, Batafurai Efekuto) |                 |                   |                  |                                                                            |
| 38 | 2 juin 2023     | 978-4-08-883553-2 | 1er février 2024 | 979-10-327-1689-2                                                          |
| Liste des chapitres : - no 375 : Bienvenue au chaos (滅茶苦茶, Mechakucha) - no 376 : Une tempête sur une fleur (花に嵐, Hana ni Arashi) - no 377 : Ce qui a conduit à cet instant (ここに至るまでの連なり, Koko ni Itaru made no Tsuranari) - no 378 : Comment on est devenus des héros (4) (皆がヒーローになるまでの物語④, Min'na ga Hīrō ni naru made no Monogatari④) - no 379 : Espoirs (皆がヒーローになるまでの物語, hopes Hōpusu) - no 380 : On l'a échappé belle (皆がヒーローになるまでの物語, ガンイチ Gan'ichi) - no 381 : Ténèbres (闇, Yami) - no 382 : Il n’ira nulle part ! (行かせない!!, Ika Senai!!) - no 383 : La force des faibles (小さな心, Chīsana Kokoro) - no 384 : Le monde est petit (It's a Small World) - no 385 : Jeunesse impulsive (若き衝動, Wakaki Shōdō) - no 386 : La cavalerie est là (I AM HERE) |                 |                   |                  |                                                                            |
| 39 | 2 novembre 2023 | 978-4-08-883662-1 | 6 juin 2024      | 979-10-327-1691-5 (édition standard) 979-10-327-1693-9 (édition collector) |
| Liste des chapitres : - no 387 : Congeler (煮凝り, Nikogori) - no 388 : Toya (燈矢, Tōya) - no 389 : Secours et prières (安心と祈り, Anshin to Inori) - no 390 : Shoto Todoroki : L'envol (轟焦凍: ライジング, Todoroki Shōto: Raijingu) - no 391 : Si le monde entier me rejette… (拒んだ世界, Kobanda Sekai) - no 392 : Nom de code (ヴィラン名, Viran Mei) - no 393 : Les sentiments d’une adolescente (少女のエゴ, Shōjo no Ego) - no 394 : Ochaco Uraraka vs Himiko Toga (麗日お茶子ＶＳ渡我被身子, Uraraka Ochako VS Toga Himiko) - no 395 : Au-delà du bonheur (幸せの上に, Shiawase no Ue ni) - no 396 : Un combat sans alter (個性"無き戦い, "Kosei" Naki Tatakai) - no 397 : Nettoyage des déchets (ゴミ拾い, Gomihiroi) - no 398 : Toshinori Yagi: les origines de l’envol (八木俊典：ライジングオリジン, Yagi Toshinori: Raijinguorijin) |                 |                   |                  |                                                                            |
| 40 | 4 avril 2024    | 978-4-08-884007-9 | 7 novembre 2024  | 979-10-327-1694-6                                                          |
| Liste des chapitres : - no 399 : Lampe organique (有機交流電燈, Yūki Kōryū Dentō) - no 400 : Au-delà (限界を, Genkai o) - no 401 : Le fou () - no 402 : Les jours de larmes () - no 403 : La fin d'une époque et... le début () - no 404 : On t'aime, All Might !! (大好き！！ オールマイト！！, Daisuki !! Ōru Maito !!) - no 405 : Le boss final !! (ラ ス ボ ス !!, Rasubosu !!) - no 406 : Affine ton alter ! (掴め!!おまえの“個性”, Tsukame!! Omae no “kosei”) - no 407 : Les orphelins de l’extraordinaire (超常遺児, Chōjō iji) - no 408 : Tout est dans le regard (努努!! GANRIKI, Yumeyume!! GANRIKI) - no 409 : Alter explosion !! (個性"!!爆破!!, "Kosei"!! Bakuha!!) - no 410 : Adieu, All for One ! (さらば! オール・フォー・ワン, Saraba! Ōru Fō Wan) |                 |                   |                  |                                                                            |

### Tomes 41 à 42
| no | Japonais        | Japonais          | Français       | Français          |
| no | Date de sortie  | ISBN              | Date de sortie | ISBN              |
| --- | --------------- | ----------------- | -------------- | ----------------- |
| 41 | 2 août 2024     | 978-4-08-884169-4 | 6 février 2025 | 979-10-327-1964-0 |
| Titre du volume : Overlay (オーバーレイ, Ōbārei)Liste des chapitres : - no 411 : Le plus grand de tous les vilains (史上最悪の敵, Shijō saiaku no teki) - no 412 : Le plus cinglé de tous les héros (史上最狂のヒーロ, Shijō sai kyō no hīro) - no 413 : Une masse sombre (鉛の塊, Namari no katamari) - no 414 : Overlay (オーバーレイ, Ōbārei) - no 415 : Rejet (拒絶, Kyozetsu) - no 416 : Frappe-le au cœur, Izuku !! (こじ開けろ! 緑谷出久!!, Kojiakero! Midoriya Izuku!!) - no 417 : Les Shimura (志村, Shimura) - no 418 : Un petit cœur fragile (小さな心, Chīsana Kokoro) - no 419 : Dessein () - no 420 : De Aizawa (相澤くんから, Aizawa Kun Kara) - no 421 : We are here () - no 422 : Izuku Midoriya : l'envol (緑谷出久：ライジング, Midoriya Izuku: Raijingu) |                 |                   |                |                   |
| 42 | 4 décembre 2024 | 978-4-08-884349-0 | 5 juin 2025    | 979-10-327-1965-7 |
| Titre du volume : La cavalerie est là ! (私が来た!, Watashi Ga Kita!)Liste des chapitres : - no 423 : One For All vs. All For One (OFA vs AFO, Wan Fō Ōru Bāsasu Ōru Fō Wan) - no 424 : Épilogue (エピローグ, Epirōgu) - no 425 : Hors saison (季節外れの, Kisetsuhazure no) - no 426 : L'enfer des Todoroki : Fin (地獄の轟くん家・FINAL, Jigoku no Todoroki-kun-chi Fainaru) - no 427 : Qui était Tomura Shigaraki ? (死柄木弔とはなんだったのか, Shigaraki Tomura Towa Nan Datta No Ka) - no 428 : La fille qui aime les sourires (笑顔が好きな女の子, Egao Ga Sukina Onna No Ko) - no 429 : La cavalerie est là ! (私が来た!, Watashi Ga Kita!) - no 430 : My Hero Academia (僕のヒーローアカデミア, Boku no Hīrō Akademia) - no 431 : More (モア, Mo-a)                 |                 |                   |                |                   |

### Édition japonaise
1. 1 2  Tome  1
2. 1 2  Tome  2
3. 1 2  Tome  3
4. 1 2  Tome  4
5. 1 2  Tome  5
6. 1 2  Tome  6
7. 1 2  Tome  7
8. 1 2  Tome  8
9. 1 2  Tome  9
10. 1 2  Tome 10
11. 1 2  Tome 11
12. 1 2  Tome 12
13. 1 2  Tome 13
14. 1 2  Tome 14
15. 1 2  Tome 15
16. 1 2  Tome 16
17. 1 2  Tome 17
18. 1 2  Tome 18
19. 1 2  Tome 19
20. 1 2  Tome 20
21. 1 2  Tome 21
22. 1 2  Tome 22
23. 1 2  Tome 23
24. 1 2  Tome 24
25. 1 2  Tome 25
26. 1 2  Tome 26
27. 1 2  Tome 27
28. 1 2  Tome 28
29. 1 2  Tome 29
30. 1 2  Tome 30
31. 1 2  Tome 31
32. 1 2  Tome 32
33. 1 2  Tome 33
34. 1 2  Tome 34
35. 1 2  Tome 35
36. 1 2  Tome 36
37. 1 2  Tome 37
38. 1 2  Tome 38
39. 1 2  Tome 39
40. 1 2  Tome 40
41. 1 2  Tome 41
42. 1 2  Tome 42

### Édition française
1. 1 2  Tome 1
2. 1 2  Tome 2
3. 1 2  Tome 3
4. 1 2  Tome 4
5. 1 2  Tome 5
6. 1 2  Tome 6
7. 1 2  Tome 7
8. ↑  Tome 7 Edition Collector
9. 1 2  Tome 8
10. 1 2  Tome 9
11. 1 2  Tome 10
12. 1 2  Tome 11
13. 1 2  Tome 12
14. 1 2  Tome 13
15. 1 2  Tome 14
16. 1 2  Tome 15
17. 1 2  Tome 16
18. ↑  Tome 16 Edition Collector
19. 1 2  Tome 17
20. 1 2  Tome 18
21. 1 2  Tome 19
22. 1 2  Tome 20
23. 1 2  Tome 21
24. 1 2  Tome 22
25. 1 2  Tome 23
26. 1 2  Tome 24
27. 1 2  Tome 25
28. 1 2  Tome 26
29. 1 2  Tome 27
30. ↑  Tome 27 Edition Collector
31. 1 2  Tome 28
32. 1 2  Tome 29
33. 1 2  Tome 30
34. ↑  Tome 30 Edition Collector
35. 1 2  Tome 31
36. ↑  Tome 31 Edition Collector
37. 1 2  Tome 32
38. ↑  Tome 32 Edition Collector
39. 1 2  Tome 33
40. 1 2  Tome 34
41. ↑  Tome 34 Edition Collector
42. 1 2  Tome 35
43. 1 2  Tome 36
44. ↑  Tome 36 Edition Collector
45. 1 2  Tome 37
46. ↑  Tome 37 Edition Collector
47. 1 2  Tome 38
48. 1 2  Tome 39
49. ↑  Tome 39 Edition Collector
50. 1 2  Tome 40
51. 1 2  Tome 41